# Vyborg Airlines
Выборг
Compagnie de transport aéronautique du Nord-Ouest  «Vyborg» (en russe : Северо-Западная Авиационная Транспортная Компания «Выборг») est une ancienne compagnie aérienne basée à Saint-Pétersbourg en Russie.

## Histoire
La compagnie est fondée en 2002. Elle assurait des vols passagers et charters depuis l'aéroport de Poulkovo à Saint-Pétersbourg vers le nord-ouest de la Russie (Moscou, Stary Oskol et Pskov,.
Entre 2005 et 2007, une nouvelle identité visuelle apparait avec le changement de la livrée des appareils.

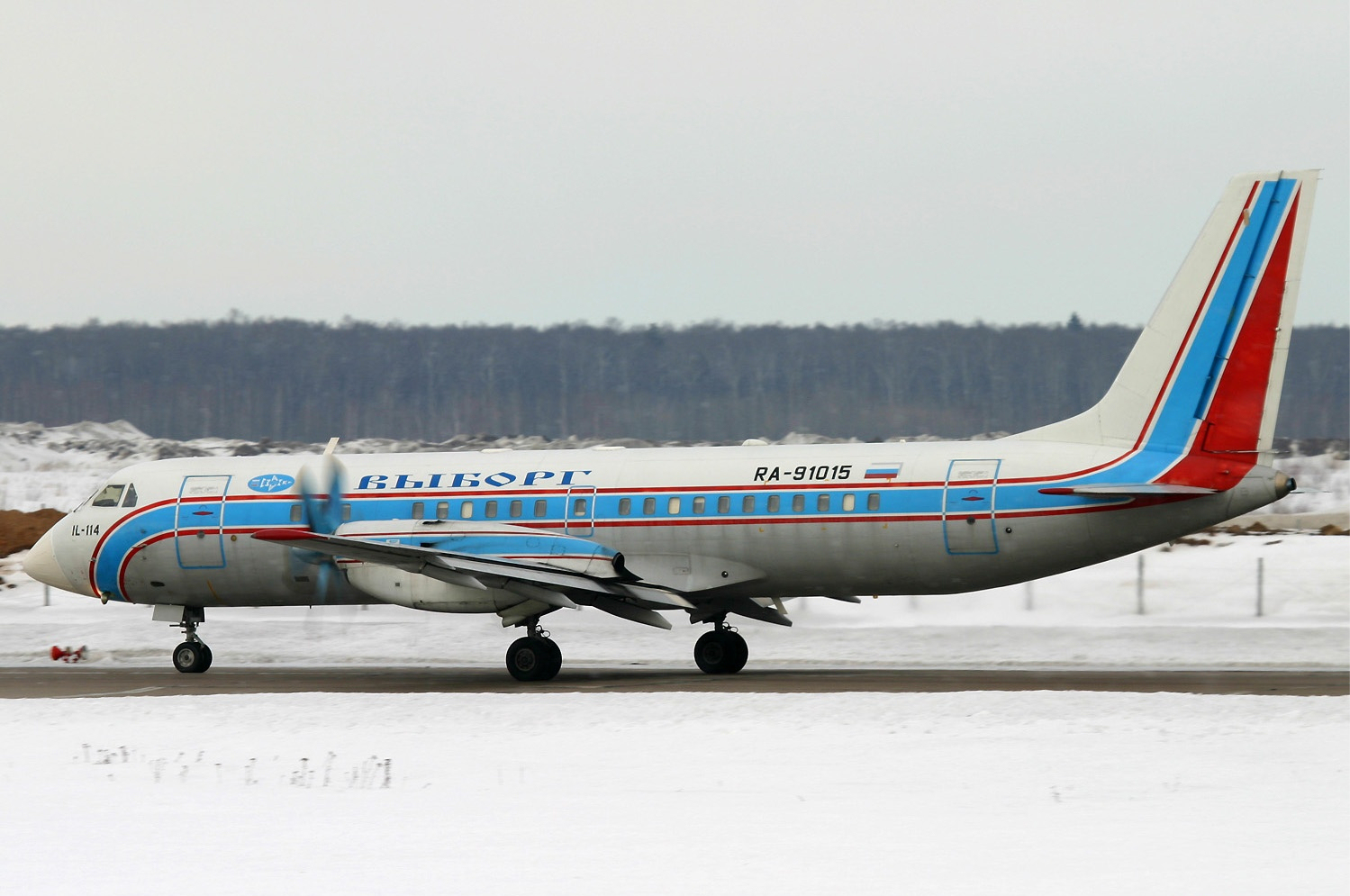
Iliouchine Il-114 avec l'ancienne livrée en 2005.
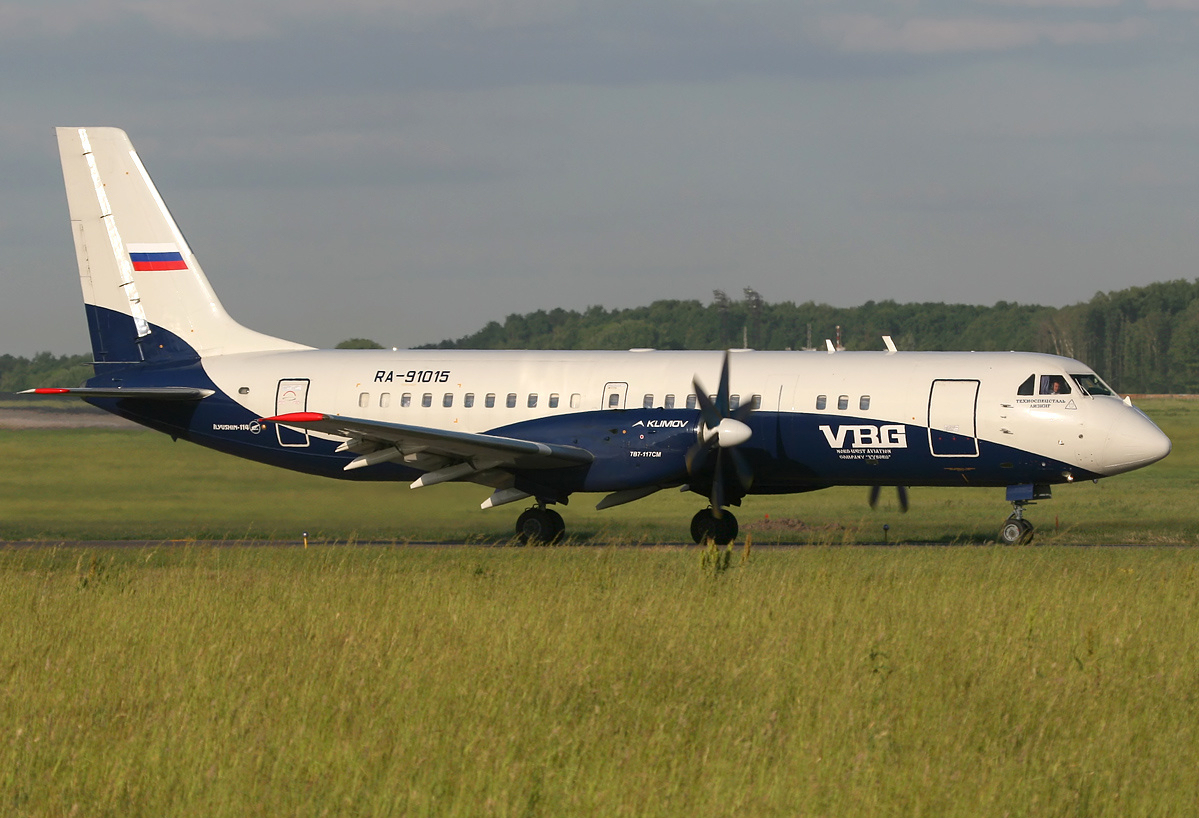
Iliouchine Il-114 portant la nouvelle livrée en 2007.

Vyborg se déclare en faillite en 2010. Le groupe Coral Travel récupère la licence de la compagnie et compte la relancer sous le nom de Solaris Airlines en proposant des vols intérieurs et internationaux depuis Moscou en utilisant une flotte d'Airbus A321. Le projet n'a pas abouti et les avions ont été transférés à Ural Airlines en janvier 2012.

## Flotte historique
Avant sa faillite en juillet 2010, la flotte de Vyborg était composée de deux appareils :